# تيم جيمس (كرة سلة)
تيم جيمس (بالإنجليزية: Tim James)‏ مواليد 25 ديسمبر 1976 في ميامي، هو لاعب كرة سلة أمريكي سابق تحول إلى التدريب بعد الاعتزال بدأ مسيرته الاحترافية في سنة 1999. تم اختياره من قبل فريق ميامي هيت خلال الدرافت. يبلغ طوله 6 قدم 7 بوصة (2.0 م). اعتزل اللعب في 2007.

## المسيرة الاحترافية
لعب مع ميامي هيت في موسم 1999–2000، ثم لعب مع شارلوت هورنتس في موسم 2000–2001، ثم لعب مع فيلادلفيا سفنتي سيكسرز في سنة 2001.

## روابط خارجية
- تيم جيمس على موقع إن بي أي (الإنجليزية)
- تيم جيمس على موقع سبورتس رفرنس (الإنجليزية)
- تيم جيمس على موقع كرة السلة الأوروبية.كوم (الإنجليزية)
- تيم جيمس على موقع كلية كرة السلة في سبورتس رفرنس.كوم (الإنجليزية)
- تيم جيمس على موقع ريلجم (الإنجليزية)
- تيم جيمس على موقع بروبوليرز (الإنجليزية)